# Capella Silentium
A Capella Silentium 2009-ben alakult, azóta folyamatosan működő, magyar a cappella énekegyüttes. Műsorait egy-egy téma, zenetörténeti jelenség köré szerkeszti, repertoárja nem szűkül a zenetörténet egyetlen stíluskorszakára, hanem a többszólamú európai zene szinte valamennyi korszakát felöleli. Művészeti vezetője 2016-ig Várkonyi Tamás karnagy, zenetörténész volt, jelenleg Terray Boglárka és Mészáros Mátyás vezeti az énekegyüttest.

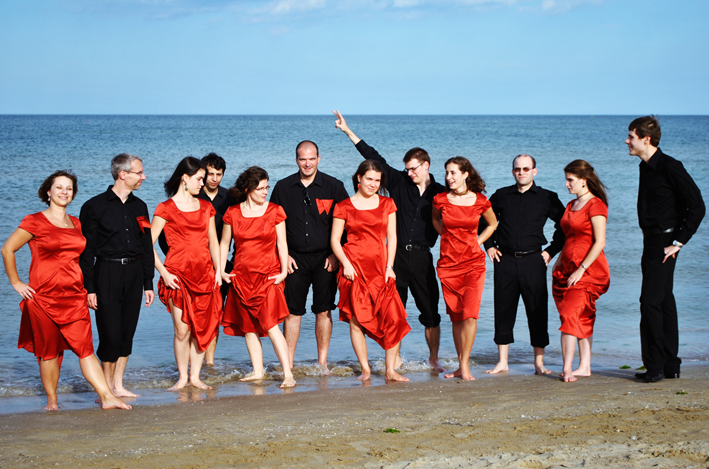
Capella Silentium, a rimini tengerparton, a gálakoncert előtt (2012)

## Műsorpolitika
A Capella Silentiumot az különbözteti meg más, hasonló összetételű énekegyüttesektől, hogy tematikus műsoraiban a zenetörténet akár több korszakából is szólaltat meg műveket egy hangversenyen, a megszólaltatott műveket közös vonás, visszatérő zenetörténeti jelenség, műfaj, hangvétel által kapcsolja össze, izgalmas párhuzamokat vonva közöttük, akár több évszázad távolából is. Az együttes évadonként három új műsort tanul be (háromhavonta egyet), és ezeknek fővárosi bemutatóit rendszerint vidéki előadás előzi meg. Koncertjein a közönség mindig kézhez kapja az elhangzó művek ismertető szövegeit, valamint magyar fordításait, mert az énekegyüttes kiemelt fontosságúnak tartja, hogy hallgatósága minél többet értsen meg az előadott zenékből, azok zenetörténeti, kultúrtörténeti hátteréből.

## Ritkaságok
A törzsrepertoár műveinek megszólaltatása mellett az énekegyüttes egyik fő feladatának tekinti újra felfedezni és a mai közönséggel megismertetni a méltatlanul elhanyagolt, elfeledett alkotásokat. A művészeti vezető kutatásainak eredményeként az énekegyüttes műsorra tűzte például E. T. A. Hoffmann, Jachet de Mantua a szakirodalom által rendszeresen idézett, de csak 16. századi szólamkönyvekből hozzáférhető, Josquin tiszteletére írott motettáját, Giuseppe Verdi a cappella Ave Mariájának korai verzióját a Quattro pezzi sacriból, Luca Marenzio madrigáljait és még ritkábban elhangzó egyházi műveit, a 20. századi amerikai repertoárról Aaron Copland, Samuel Barber, Peter Schickele, Morton Feldman műveit, továbbá Karol Szymanowski, François Roussel (16. század), Florent Schmitt, Vass Lajos, Johannes Ockeghem, Pierre de la Rue alkotásait, valamint a 13-14. századi korai polifónia darabjait, Josquin des Prez alkotásait. A Capella Silentium által előadott, a magyarországi koncertgyakorlatban ritkán vagy nem hallható művek (korszakonkénti időrendben):
- Misetételek az Old Hall Manuscriptből (14-15. század)
- Johannes Ockeghem: Chansonok (15. század)
- Pierre de la Rue: Ave sanctissima Maria (15-16. század)
- Jean Mouton: Nesciens Mater (15-16. század)
- Josquin des Prez világi és egyházi művei (15-16. század)
- Jachet de Mantua: Dum vastos Adriae fluctus (16. század)
- Jacquet de Berchem: O lux et decus Hispaniae (16. század)
- Nicolas Gombert: Musae Jovis (16. század)
- Benedictus Appenzeller: Musae Jovis (16. század)
- Jheronimus Vinders: O mors inevitabilis (16. század)
- Jean Richafort: Requiem in memoriam Josquin des Prez (16. század)
- Cipriano de Rore madrigáljai (16. század)
- Francisco Guerrero: Missa Surge amica mea (16. század)
- Tomás Luís Victoria: O lux et decus Hispaniae (16. század)
- Luca Marenzio egyházi és világi művei (16. század)
- Michael Haydn: Christus factus est (1762, Nagyvárad)
- E. T. A. Hoffmann: Sei canzoni (1808)
- Giuseppe Verdi: Ave Maria (első verzió)
- Edvard Grieg: Négy zsoltár (1906)
- Anton Bruckner motettái
- Edward Elgar: There is sweet music (1906)
- Karol Szymanowski: Népdalok Kurpiéből (1929)
- Florent Schmitt: A contre-voix, op.104
- Charles Ives: Psalm 67
- Aaron Copland: Four Motets (1921)
- Samuel Barber: Two Choruses, op. 42
- Morton Feldman: Christian Wolff in Cambridge (1968)
- Vass Lajos: Benedetto sia'l giorno (1986); Nocturne (1968)
- Wilhelm Killmayer madrigáljai
- Petr Eben világi és egyházi művei
- Peter Schickele: Three Choruses from e.e.cummings (1960)
- Arvo Pärt: Solfeggio (1964/1996)
- Stephen Leek: Songs of Passage (1992-93)

## Műsorok
- Nyáresti varázs (bemutató: 2019. június 25., Rákospalotai evangélikus nagytemplom)
- Ghiaccio e fuoco – Jég és tűz (bemutató: 2019. március 29., Párbeszéd Háza)
- Rengeteg csönd (bemutató: 2018. november 29., Fasori evangélikus templom)
- Balladák (bemutató: 2018. március 23., K11 Művészeti és Kulturális Központ)
- Naphimnusz – In memoriam Petr Eben (bemutató: 2017. december 17., Budahegyvidéki evangélikus templom)
- Mörike-versek – La Fontaine-mesék (bemutató: 2017. június 12., K11 Művészeti és Kulturális Központ)
- Viva la morte! – Gesualdo és A. Scarlatti szerelmes madrigáljai (bemutató: 2017.március 27., Budapest Pont)
- Hangok közötti utazás – Byrd & Down Under (bemutató: 2016. december 9., ERöMŰVHÁZ)
- Művek több kórusra – közös koncert a Gemma énekegyüttessel (bemutató: 2016. április 2., Párbeszéd Háza)
- Missa „ad fugam” – Palestrina és Csajkovszkij művei (bemutató: 2015. december 6., FUGA Budapesti Építészeti Központ)
- Dalok egy magányos költőhöz – Kórusművek Rilke verseire (bemutató: 2015. március 14., Nádor Terem)
- Hattyúdalok (bemutató: 2014. március 23., Párbeszéd Háza)
- O lux et decus Hispaniae – A reneszánsz Hispánia egyházi zenéje (bemutató: 2013. december 12., Wesselényi utcai Baptista Imaház)
- Amerika hangja (bemutató: 2013. június 16., Alexandriai Szent Katalin-templom, Tabán)
- Harangszó a tenger mélyéről – Johannes Brahms titokzatos világa (bemutató: 2013. március 2., ELTE Egyetemi Könyvtár)
- There is sweet music – európai körkép a századfordulóról (bemutató: 2012. június 29., Budavári Önkormányzat Aulája)
- Hang, szó, kép – Luca Marenzio művei (bemutató: 2012. április 1., ELTE Egyetemi Könyvtár)
- À la française – Francia módra (bemutató: 2011. december 4., Erzsébetvárosi Közösségi Ház)
- A kánon művészete (bemutató: 2011. június 19., Erzsébetvárosi Közösségi Ház)
- Hommage à Josquin (bemutató: 2011. március 20., ELTE Egyetemi Könyvtár)
- „Stran'e diversa sorte” – Sokféle különös sors, sokféle különös zene (bemutató: 2010. november 14., Alexandriai Szent Katalin-templom, Tabán)
- „Szerelemről dalolnék merészen...” – Petrarca verseire írt madrigálok a 16. és 20. századból (bemutató: 2010. június 17., Erzsébetvárosi Közösségi Ház)
- Romantikus reneszánsz – az egyházzene újjászületése a 19. században (bemutató: 2010. március 21., kőbányai Szent László-templom)
- Do, re, mi... – skálából lett remekművek (bemutató: 2009. december 6., Alexandriai Szent Katalin-templom, Tabán)

## Nemzetközi versenyek
Bár a versenyek nem foglalnak el központi helyet az énekegyüttes tevékenységi körében, amikor azt az anyagi lehetőségek megengedik,  az izgalmas közös program végett benevez versenyekre. Megalakulása után alig egy évvel, 2010 novemberében, legfiatalabb kórusként kategóriagyőztesként vett részt a bécsi Nemzetközi Schubert Versenyen, illetve ugyanekkor elnyerte a kötelező mű legjobb előadásáért járó különdíjat, valamint továbbjutott a megmérettetés hat legjobb kórusát felvonultató nagydíjas versenyre is. Ez után két évvel, 2012 októberében, tizenkilenc kórus közül a második helyen végzett a Riminiben megrendezett nemzetközi kórusverseny vegyeskari kategóriájában, illetve a legjobb kamarakórusnak járó különdíjat is neki ítélte a nemzetközi zsűri.

## Külső hivatkozások
- Hivatalos honlap
- Youtube-csatorna
- SoundCloud-csatorna
- Facebook-oldal